# Романовце (Північна Македонія)
Рома́новце (мак. Романовце) — село у Північній Македонії, входить до складу общини Куманово Північно-Східного регіону.
Населення — 2794 особи (перепис 2002) в 555 господарствах.